# پروسیف
پروسیف (به انگلیسی: Prosafe) شرکت خدمات نفتی قبرسی-نروژی است، که دارنده و اپراتور نیمه شناورها و دکل‌های حفاری مورد نیاز در صنایع نفت و گاز می‌باشد. 
شرکت پروسیف ۱۱ نیمه شناور از مجموع ۱۷ سکوی نیمه شناور حفاری فعال در صنعت نفت و گاز جهان را دارا می‌باشد. این شرکت به‌عنوان یکی از بزرگترین شرکت‌های خدمات حفاری فراساحلی در جهان شناخته می‌شود.